# Juan Bautista Solarte Obando
Juan Bautista Solarte Obando (La Unión- Nariño 24 de junio de 1904-  Río Güepí 26 de marzo de 1933) fue un militar colombiano.
Fue soldado del Ejército Nacional de Colombia en la guerra colombo-peruana, con participación destacada en la Batalla de Güepí.

## Biografía
Ingresó el 10 de septiembre de 1929 al Ejército Nacional, fue movilizado con los contingentes del Batallón Boyacá al inicio de la guerra colombo-peruana en 1932, participó en el Combate de Güepí donde moriría por salvar a cien de sus compañeros al enfrentarse con un machete a una ametralladora peruana, recibiendo 22 disparos en su pecho.

## Homenajes
- La tradición de "las 22 de pecho" en el Ejército Nacional por los 22 impactos que recibió en el pecho.[5][6][7]
- El Batallón Juan Bautista Solarte Obando de la Sexta División del Ejército Nacional.[8]
- La Medalla Juan Bautista Solarte Obando, creada con el   artículo 48 del Decreto 1776 de 1979.[9]